# Arnaud Boissières
Pour les articles homonymes, voir Boissières.
Arnaud Boissières, né le 20 juillet 1972 à Bordeaux (Gironde), est un navigateur et un skipper professionnel français. Son surnom Cali, vient du personnage Calimero.
En 2021, il est le seul skipper à avoir terminé consécutivement quatre Vendée 
Globe (2009, 2013, 2017, 2021).
En 2022, il est le parrain de la 54ème édition de la Course Croisière EDHEC. 

## Biographie
Arnaud Boissières voit son envie de faire de la course au large à ses 17 ans, le jour où son père l'emmena voir le départ de la première édition du Vendée Globe 1989-1990. À cette époque, Arnaud était atteint d’une leucémie. Actuellement il est le skipper du 60 pieds IMOCA La mie câline - artisans artipôle et anciennement de l'IMOCA Akena Vérandas. Il a terminé septième du Vendée Globe 2008-2009 à bord de l’ancien VMI skippé par Sébastien Josse sur l’édition précédente du Vendée Globe. Il est arrivé aux Sables d’Olonne le 22 février 2009 après 105 jours, 2 heures, 33 minutes et 50 secondes de course.
De retour du Vendée Globe, son sponsor a fait l’acquisition de l’ancien PRB de Vincent Riou. Les deux hommes ont participé ensemble à la transat Jacques-Vabre 2009 qu’ils ont terminé en septième position. En 2010, Arnaud Boissières prend pour la première fois le départ de la Route du Rhum. À bord de son 60 pieds aux couleurs d'Akena Vérandas, il franchit la ligne d'arrivée en septième position. Arnaud participe avec Gérald Véniard à la transat Jacques-Vabre 2011 qui s'élance du Havre le 30 octobre. Victimes d'un démâtage, ils sont contraints à l'abandon.
En 2012, il prend à nouveau le départ du Vendée Globe, qu'il termine à la huitième place avec près de 13 jours de retard sur le vainqueur, François Gabart. Lors de son arrivée aux Sables d'Olonne. Il marqua la remontée du chenal en étant en smoking sur la musique des génériques de James Bond. Il l'expliqua par le fait que c'était la 7e édition et que dans ses courses il finit souvent 7e.
Le 6 novembre 2016, il prend le départ du Vendée Globe cette fois sous les couleurs de la Mie Câline ; il termine avec 28 jours de retard sur le vainqueur, Armel Le Cléac'h. Avec ce dernier, ils deviennent les 2 premiers skippers à finir le Vendée Globe 3 fois consécutivement.
Le 8 juillet 2018, à l'occasion de la régate des 18h d'Arcachon, il présente son nouveau bateau  l’IMOCA  La mie câline - artisans artipôle, auquel il a fait l'acquisition auprès du skipper britannique Mike Golding. Avec ce nouveau bateau, il bénéficie de nouveaux équipements comme le foil et part avec de nouvelles ambitions, notamment celle de viser plus haut lors du prochain Vendée Globe.
Il fait partie du conseil d'administration de l'association IMOCA.
Le 8 novembre 2020, il prend le départ de la 9e édition du Vendée Globe au bord de son IMOCA  La mie câline - artisans artipôle. Il connut un problème de hook de petit gennaker quelques heures après le départ. Pour sa 4e participation au Vendée Globe, il devient le premier skipper à boucler la course 4 fois consécutivement. Arnaud Boissières fait jeu égal avec Jean Le Cam, qui, lui, a 4 Vendée Globe à son actif en 5 éditions. Le navigateur termine à la 15e place après 94 jours, 18 heures, 36 minutes et 06 secondes.
En 2021, il termine 16e de la Transat Jacques Vabre avec Rodolphe Sepho à qui il revend son bateau.
Il achète ensuite Initiatives-Cœur à Samantha Davies en vue du prochain Vendée Globe.

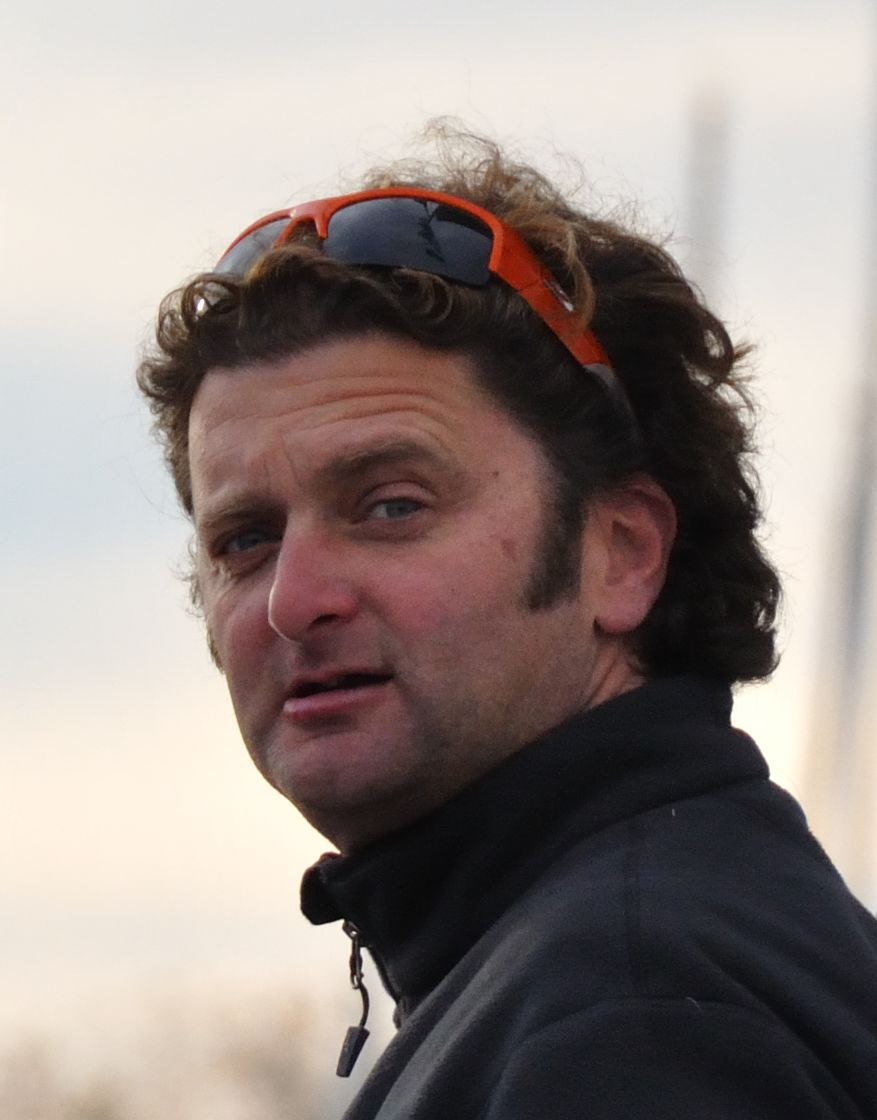
Arnaud Boissières en 2012.
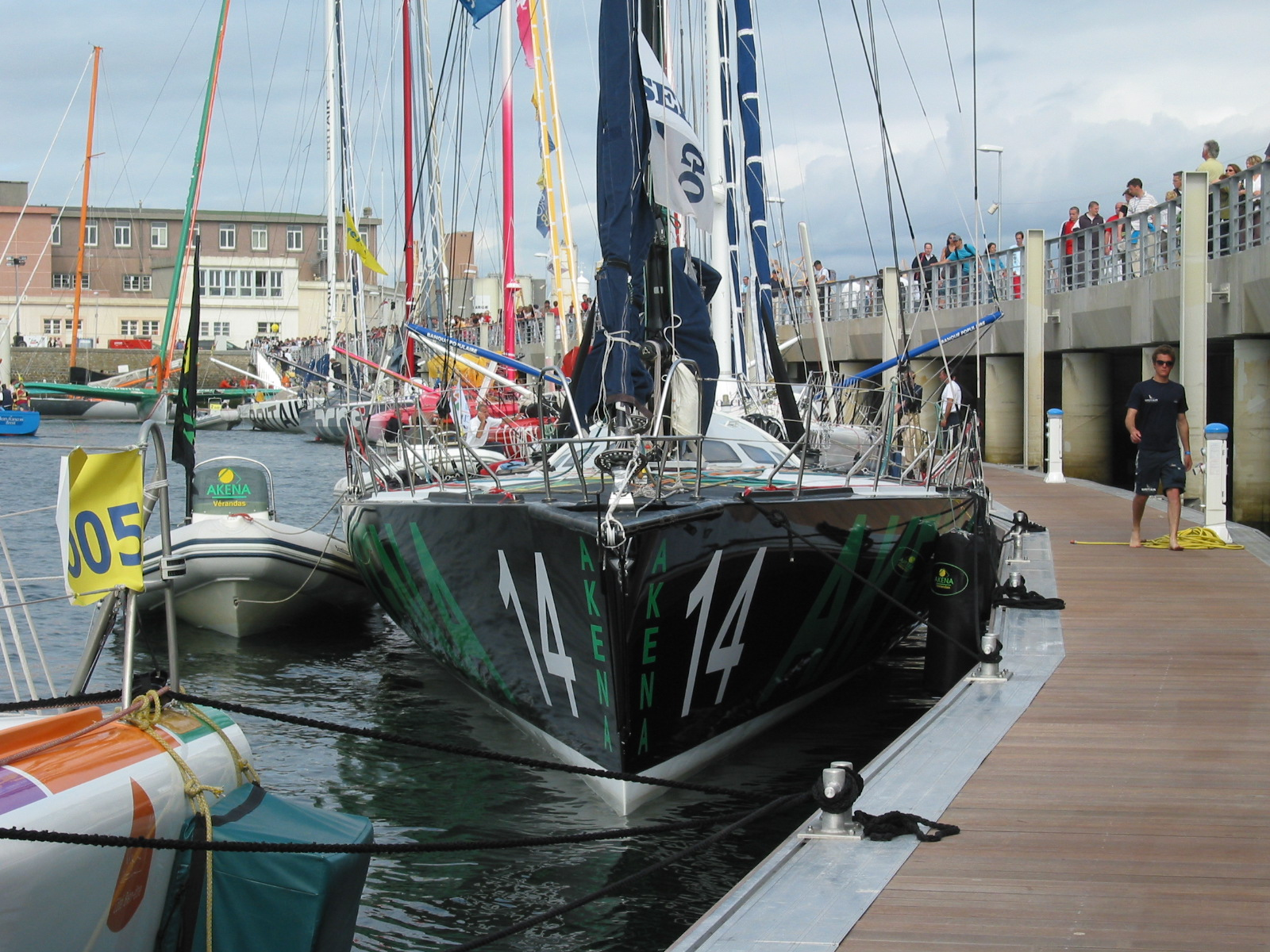
Akena Vérandas en 2008, ancien VMI.
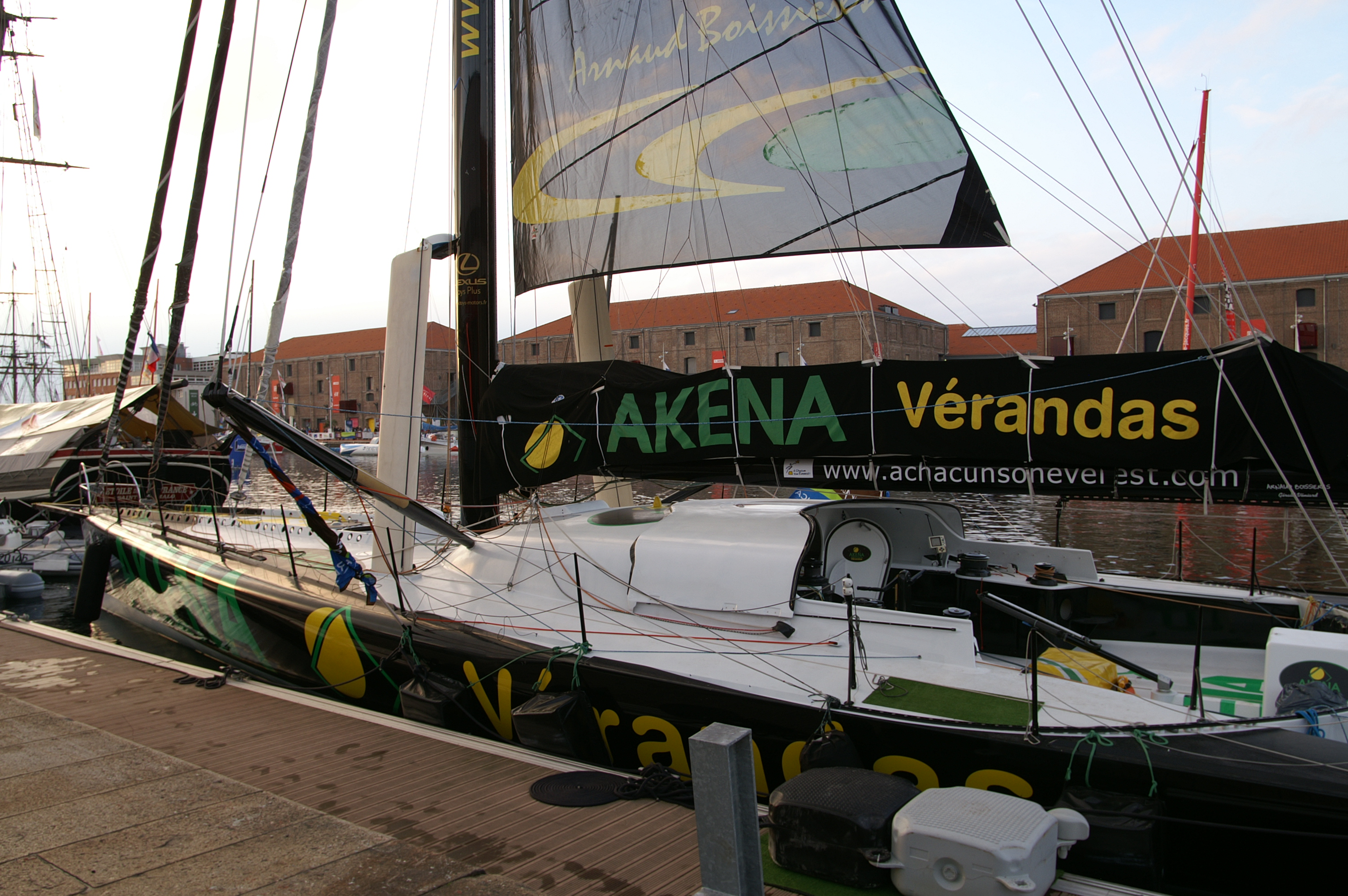
Akena Vérandas en 2011, ancien PRB.
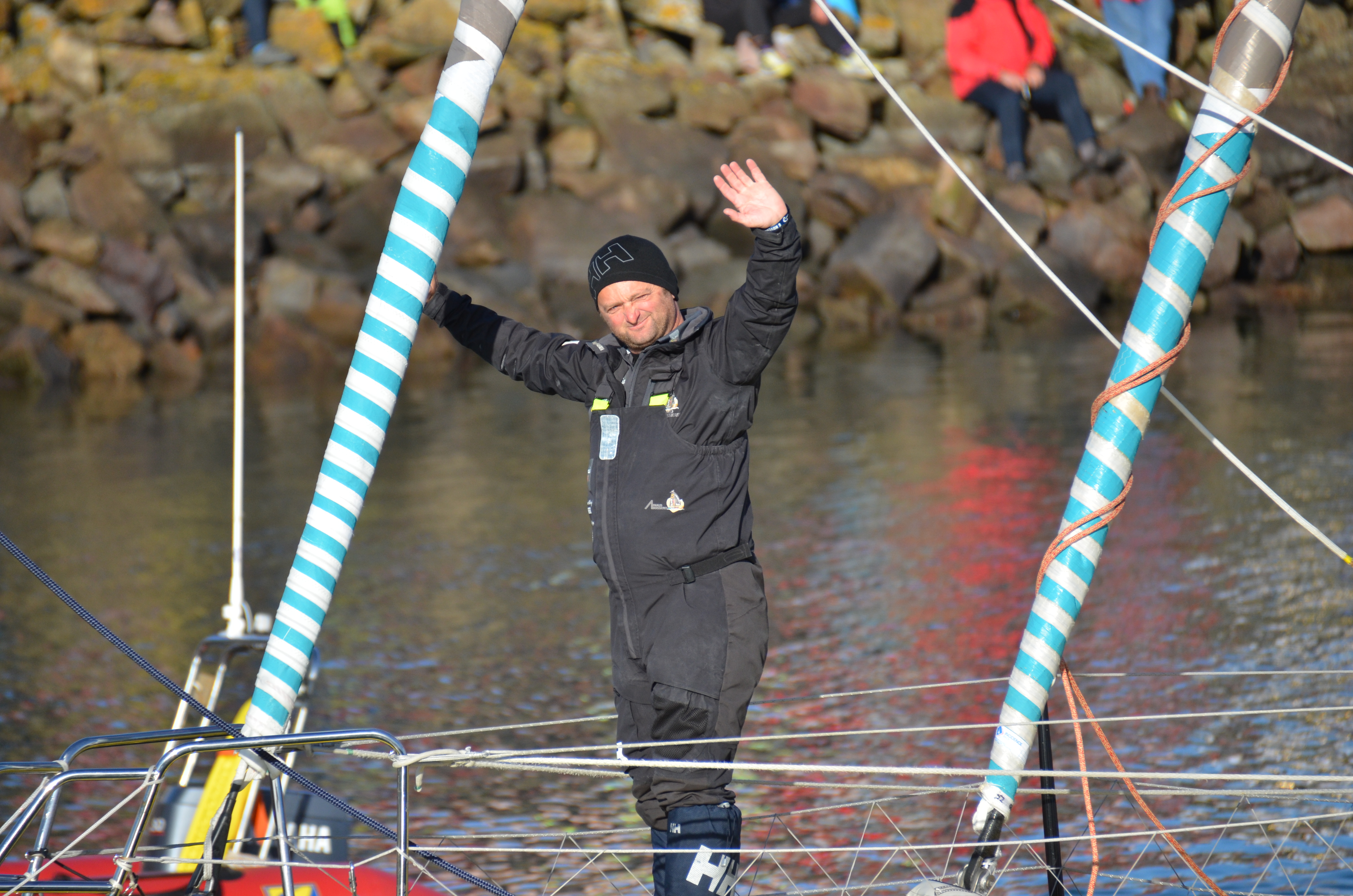
Arnaud Boissières au départ du Vendée Globe 2016-2017.
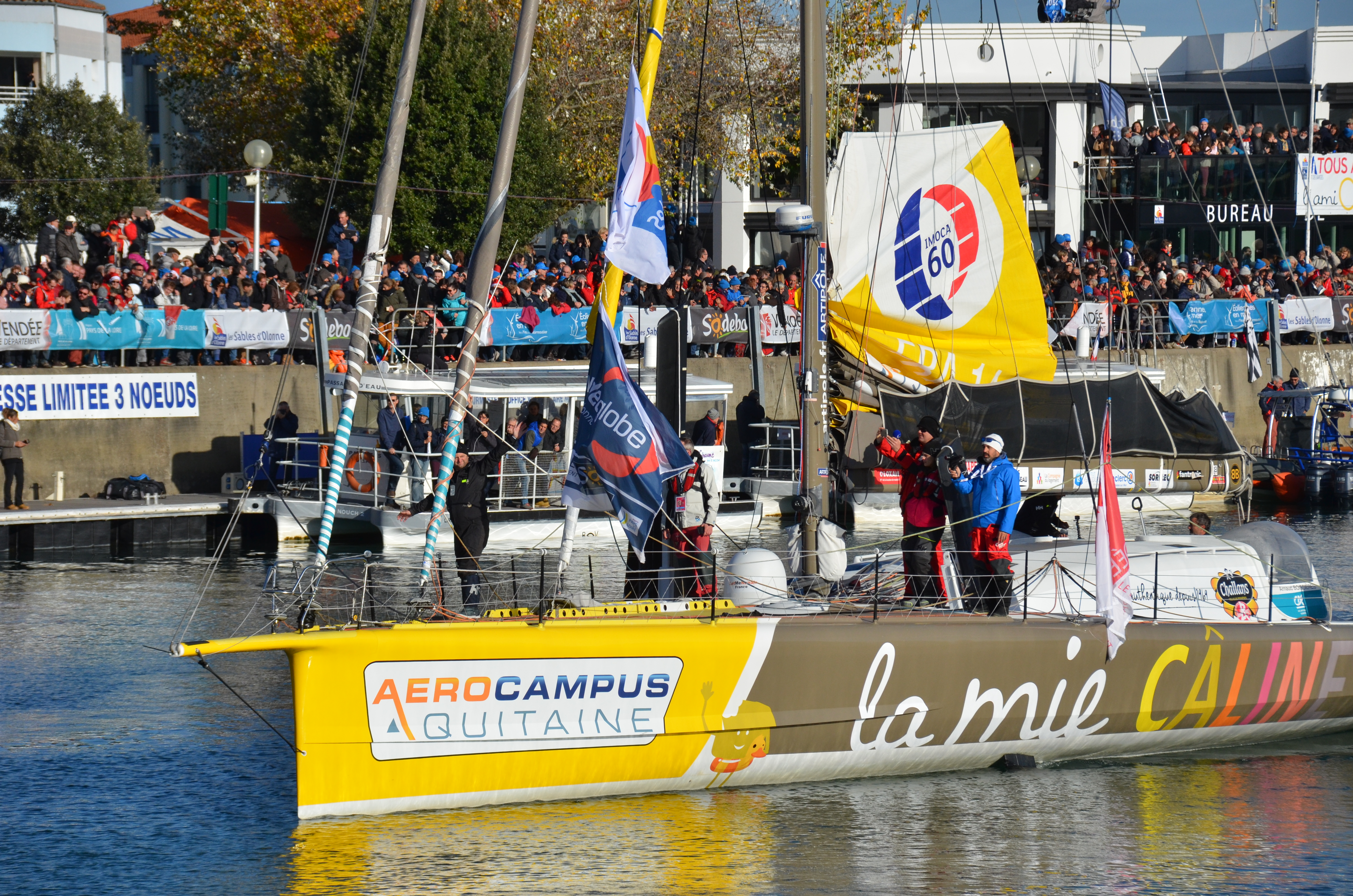
Arnaud Boissières au départ du Vendée Globe 2016-2017.
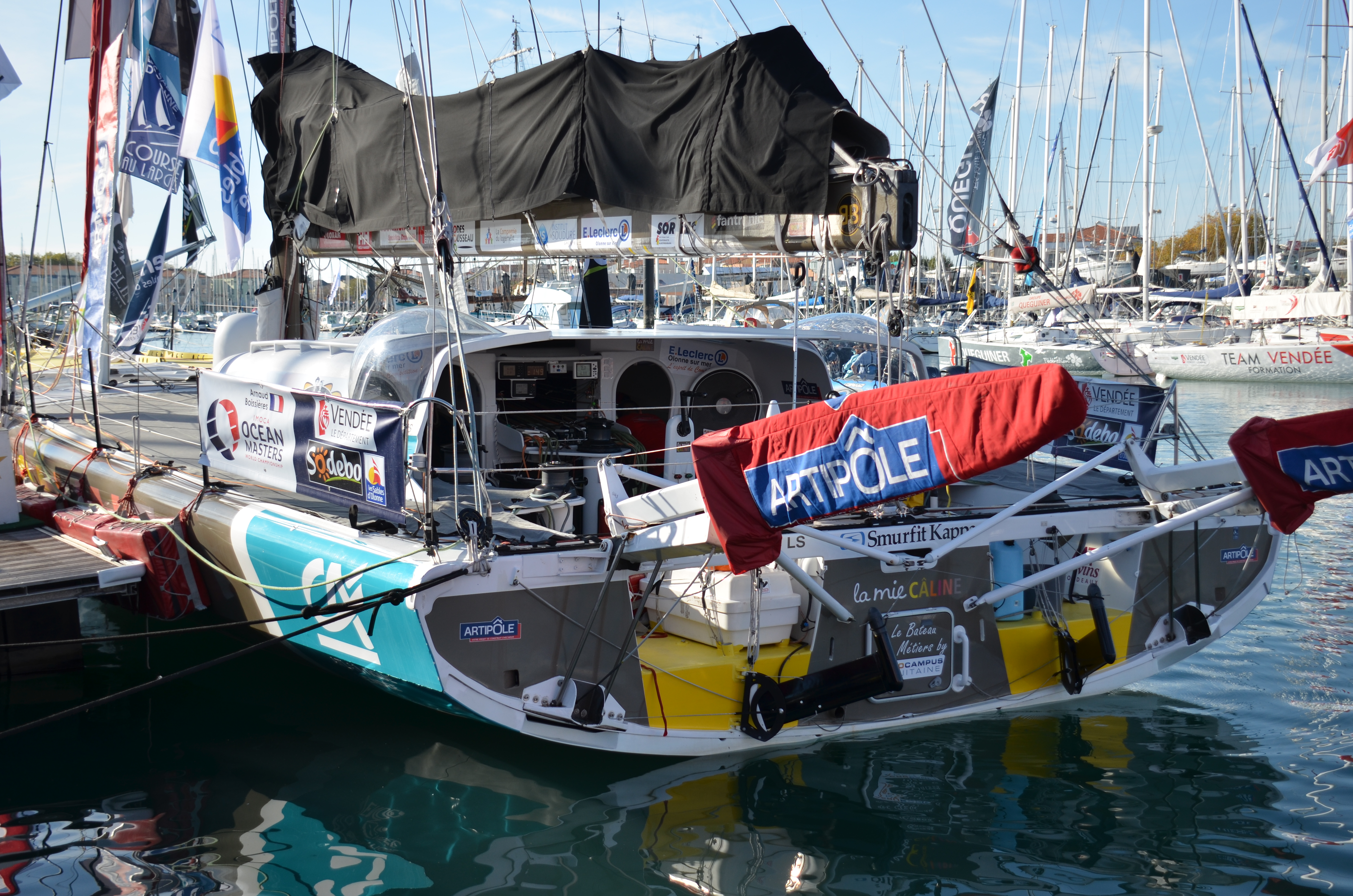
La Mie câline.
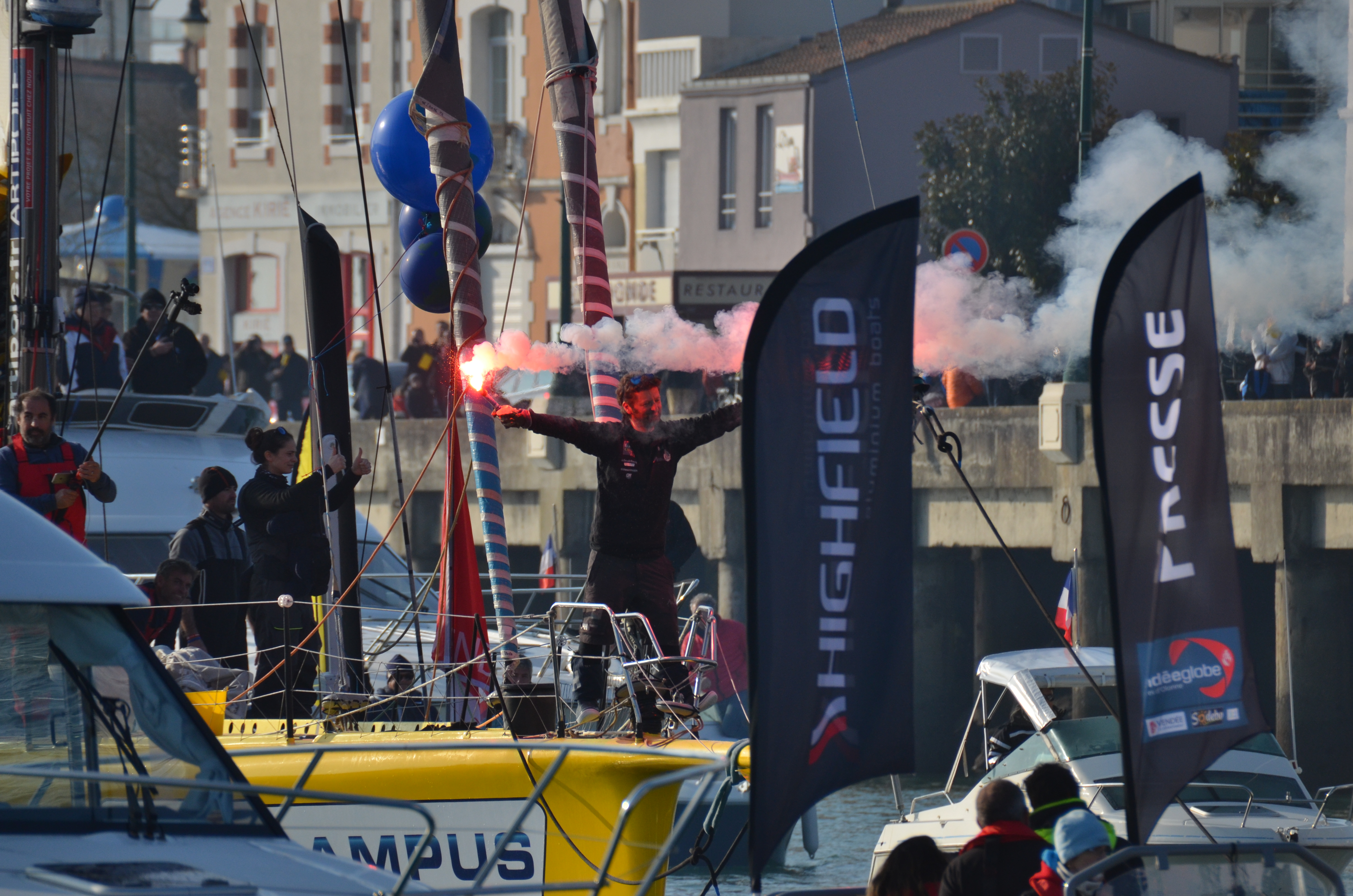
Arrivée d'Arnaud Boissières lors du Vendée Globe 2016-2017
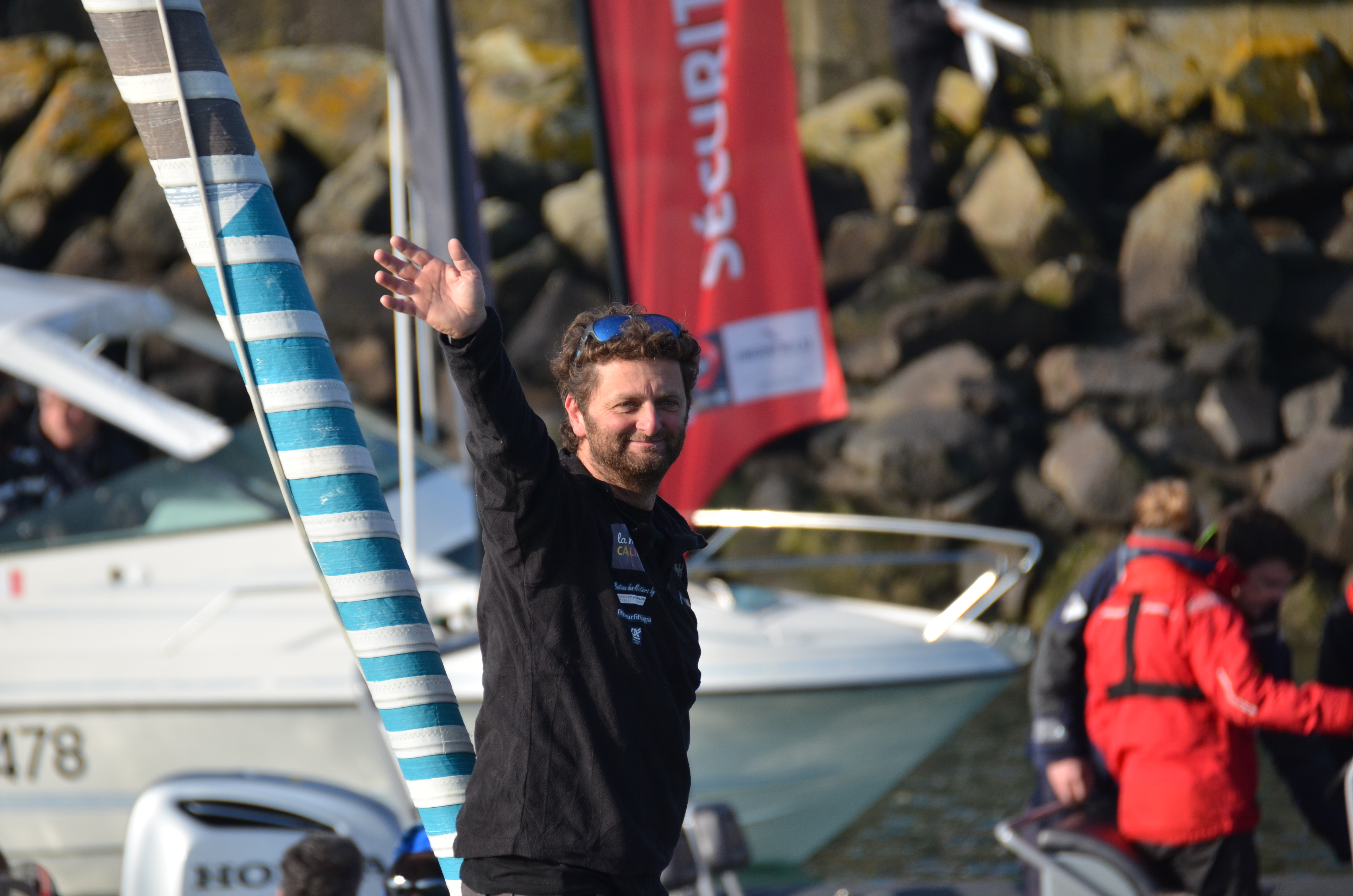
Arrivée d'Arnaud Boissières lors du Vendée Globe 2016-2017

## Palmarès
- 1999 : 25e de la Transats 6.50 en catégorie prototype
- 2001 : 3e de la Transats 6.50 en catégorie prototype, sur 303 - Aquarelle.com (33 participants)
- Participation à la Solitaire du Figaro en 2002, 2003, 2004
- 2005 :
  -  Vainqueur de la Route de l’Équateur en 50 pieds Open
  - Équipier d'Olivier de Kersauson sur Géronimo
- Record du Tour d’Irlande sur le maxi-yacht Solune

À bord du 60 pieds Akena Vérandas, ex VMI
- 2007 :
  - 10e de la Calais Round Britain Race
  - 9e de la transat B to B
  - 12e de la Transat Jacques-Vabre avec Jean-Philippe Chomette
- 2008 : 7e de la Transat anglaise
- 2009 : 7e du Vendée Globe [3]en 105 j 2 h 33 min 50 s

À bord du 60pieds Akena Vérandas, ex PRB
- 2009 : 7e de la Transat Jacques-Vabre avec Vincent Riou
- 2010 : 7e (9 inscrits) de la Route du Rhum en 15 j 20 h 34 min 0 s

- 2011 :  1er  du record SNSM
- 2013 :
  - 8e du Vendée Globe en 91 j 2 h 9 min 02
  - 6e de la Transat Jacques-Vabre (Le Havre → Itajaí), avec Bertrand de Broc sur l'IMOCA Votre Nom autour du Monde, en 20 jours, 4 heures, 34 minutes et 5 secondes[13] ; 12e au classement général

À bord du 60pieds La Mie Câline - Artipôle
- 2017 :
  - 10e du Vendée Globe en 102 j 20 h 24 min 9 s
  - 11e sur 13 inscrits, de la Transat Jacques-Vabre avec Manuel Cousin en 16 j 17 h 7 min 45 s

À bord du 60pieds La Mie câline-Artisans Artipôle
- 2018 : 9e (20 inscrits) de la Route du Rhum - Destination Guadeloupe en Imoca en 16 jours, 12 heures, 8 minutes et 42 secondes

- 2019 :
  - 9e de la Bermudes 1000 Race
  - 14e de la Rollex Fastnet Race
  - 17e du Défi Azimut
  - 18e sur 29 inscrits, de la Transat Jacques-Vabre avec Xavier Macaire, en 15 j 20 h 9 min 47 s

- 2020 : 14e du Vendée-Arctique-Les Sables-d'Olonne sur en 11 j 12 h 5 min 31 s

- 2021 :
  - 15e (33 inscrits) du Vendée Globe en 94 j 18 h 36 min 6 s
  - 11e du Défi Azimut-Lorient Agglomération
  - 16e sur 40 inscrits, de la Transat Jacques-Vabre en 15 j 3 h 20 min 45 s

- 2022 :
  - 12e de la Guyader Bermudes 1000 Race
  - Abandon sur la Vendée-Arctique
  - 17e (38 inscrits) de la Route du Rhum - Destination Guadeloupe en Imoca, sur La Mie Câline en 13 j 19 h 37 min 20 s

- 2023 avec Gérald Véniard sur La Mie Câline :
  - vainqueur de l'ArMen Race en 1 j 7 h 8 min 28 s, seul participant dans cette classe
  - 7e de la Guyader Bermudes 1000 Race
  - 13e de la Rollex Fastnet Race
  - 16e du Défi Azimut-Lorient Agglomération
  - 23e sur 40 inscrits, de la Transat Jacques-Vabre en 15 j 3 h 20 min 45 s

### Résultats au Vendée Globe
| Édition   | Classement | Temps                     | Retard sur le 1er       |
| 2008-2009 | 7e         | 105 j 2 h 33 min 50 s     | + 20 j 23 h 24 min 42 s |
| 2012-2013 | 8e         | 91 j 2 h 9 min 2 s        | + 12 j 23 h 52 min 22 s |
| 2016-2017 | 10e        | 102 j 20 h 24 min 9 s     | + 28 j 16 h 48 min 23 s |
| 2020-2021 | 15e        | 94 j 18 j 36 min 6 s      | + 14 j 15 h 11 min 12 s |
| 2024-2025 | Abandon    | Abandon le 2 février 2025 |                         |

## Publications
Arnaud Boissière avec la contribution de David D'Equainville, Marin du Vendée : Les dessous d'une course de légende, Éditions du Rocher, 2024, 224 p. (ISBN 978-2-268-11082-0). 